# 大森駅 (北海道)

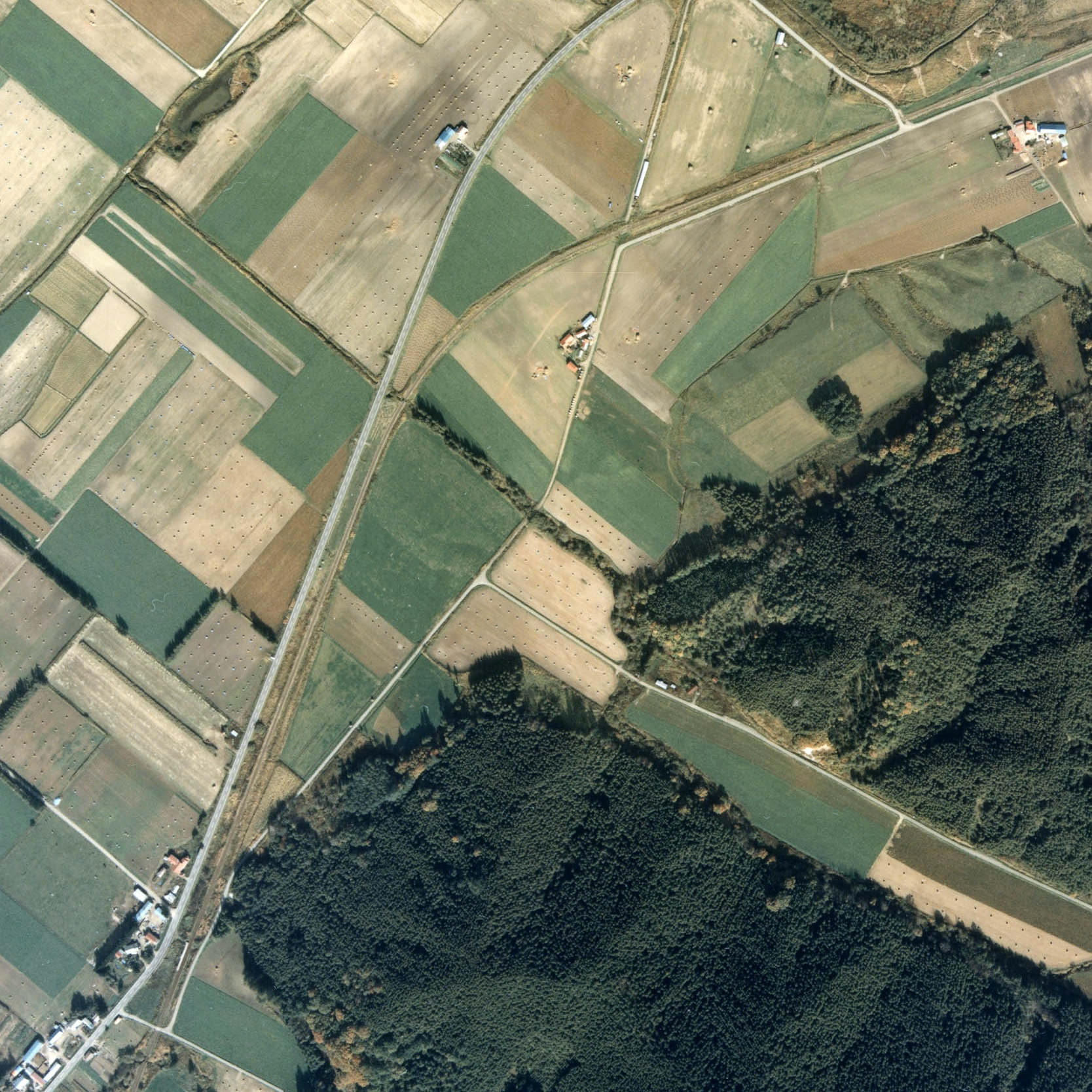
1977年、国鉄池北線時代の大森仮乗降場、線路班事務所近くの旧位置（右上）と集落近くへ移転後の仮乗降場（左下）。周囲約1 km範囲。右上が北見方面。右上端近くの線路西側に保線小屋が見え、その左に旧乗降場のホーム跡が残る。ここにはかつて線路班の少し大きな事務所と官舎があった。

大森駅（おおもりえき）は、北海道中川郡池田町字大森にあった北海道ちほく高原鉄道ふるさと銀河線の駅である。

## 歴史
設置当初は仮乗降場であり、通常は仮乗降場も掲載される道内版の時刻表にすら記載されていなかった。

### 年表
- 1948年（昭和23年）7月1日：保線事務所（線路班）関係者の通勤・通学ために列車の一部を停車[1]。
- 時期不詳：1.1 km高島側へ移転[注 1]。
- 時期不詳：道路整備により数十 m高島側へ移転[注 2]。
- 1968年（昭和43年）10月1日：日本国有鉄道池北線の大森仮乗降場（局設定）として設置[1]。
- 1987年（昭和62年）4月1日：国鉄分割民営化により北海道旅客鉄道に継承。同時に駅に昇格[2]。
- 1989年（平成元年）6月4日：北海道ちほく高原鉄道に転換[3]。営業キロを設定。
- 2006年（平成18年）4月21日：ふるさと銀河線廃線により廃止。

### 駅名の由来
一説には、アイヌ語の「ポロケナㇱ（poro-kenas）」（大きな・河原の林）を意訳したとされる。

## 駅構造
単式ホーム1面1線を有する地上駅。無人駅。元は仮乗降場のため、ホームは簡素だった。

## 駅周辺
大森の集落がある。
- 国道242号
- 十勝バス「大森9線」停留所

## 隣の駅
北海道ちほく高原鉄道
ふるさと銀河線
高島駅 - 大森駅 - 勇足駅